# Duaderoc (Ort)
Duaderoc (Duaderok, Dua Deroc) ist ein osttimoresischer Ort im Suco Leolima (Verwaltungsamt Balibo, Gemeinde Bobonaro). Er liegt in einer Meereshöhe von 459 m im Zentrum der Aldeia Faturui. Südlich befindet sich das Nachbardorf Faturui. Nach Norden führt die Straße in den Ort Oetapo in der Aldeia Duaderoc. Östlich liegt der Foho Lutin, ein Berg mit einer Höhe von 537 m.